# Hans Burgener
Hans Burgener (* 1952 in Bern) ist ein Schweizer Violinist, der auf dem Gebiet der klassischen Musik, des Jazz, der Improvisations- und experimentellen Musik aktiv ist.

## Leben und Wirken
Burgener, der seit dem sechsten Lebensjahr Violine spielt, studierte am Konservatorium Bern. Er spielte danach in verschiedenen klassischen Orchestern, Folk-, Rock- und Jazzrockgruppen. 1981 gründete er die Werkstatt für Improvisierte Musik (WIM Bern).
Zwischen 1986 und 1991 arbeitete er in multimedialen Projekten mit Tänzerinnen wie Franca Horisberger, Eva Fuhrer, Susanne Müller und bildenden Künstlern wie Ruedi Schwyn, Jürg Nigg, Moritz Bösiger, Res Flückiger und Urs Gehbauer zusammen. 1989 wurde Projekt Change of shift mit acht Musikern, einem Tänzer und zwei bildenden Künstlern realisiert, 1991 The snail - 5 traces für drei Musiker und zwei bildende Künstler.
1991 gründete er mit Barre Phillips und Martin Schütz das Trio Burgener/Philipps/Schütz, mit dem er in den folgenden Jahren Konzerte in ganz Europa gab und aufnahm. Von 1991 bis 1993 arbeitete er in New York mit dem Bassklarinettisten Michael Lytle, dem Cellisten Martin Schütz und dem Posaunisten Hans Anliker. 1993 entstand die Klanginstallation KI - energy of life für acht Musiker (Hans Anliker, Hans Koch, Michael Lytle, Fredy Studer, Steve Noble, Barre Phillips, Martin Schütz und Hans Burgener), einen Tänzer und zwei bildende Künstler.
Seit Anfang der 1990er Jahre arbeitet er mit dem deutschen Violinisten Stefan Poetzsch zusammen, seit 1996 auch mit der Essaka Poetzsch Dance Company (mit Bettina Essaka und Stefan Poetzsch), mit der er 1996 beim Umbrella Dance Festival in Johannesburg und 1998 im Saddler's Wells Theatre in London auftrat.
1994 war er Mitglied von Barre Philipps Projekt Fifth season mit Kazue Sawai, Tetsu Saitoh, Michel Doneda, Alain Joule und Martin Schütz. Im Rahmen eines Kulturaustauschs Bern-Moskau trat er 1996 mit Hans Koch, Margrit Rieben, Franz Aeschbacher, Giancarlo Nicolai, Alexander Kostikov und Andrew Solovjov in Moskau und Sankt Petersburg und im Folgejahr in der Schweiz auf.
Beim JazzHerbst Konstanz 96 trat Burgener mit Joëlle Léandre, Martin Schütz, Harald Kimmig, Ralf Werner und Peter Kowald auf. Ebenfalls 1996 gab er in Japan Konzerte mit Richard Teitelbaum, im Folgejahr mit Günter Müller in der Schweiz. 1998 unternahm er eine Europatournee mit Richard Teitelbaum, Günter Müller und Carlos Zingaro. Neuere Projekte waren „Allgebrah=Du bist Musik“ mit Texten von Adolf Wölfli und Comunicacion invisible mit Hirnforschern der neurophysiologischen Abteilung der Psychiatrischen Universitätskliniken Bern. Beim Projekt EAM Electronic-Acoustic Meeting (2006–07) arbeitete er mit Martin Müller, Roger Stucki und Stefan Woodtli zusammen.

## Diskographie
- 1992: Arnold bombs and fireflys mit Hans Anliker, Michael Lytle, Martin Schütz
- 1992: Looking out our window mit Barre Phillips, Martin Schütz
- 1994: Lilith mit Margrit Rieben, Ursula Hofmann
- 1997: Shift mit Richard Teitelbaum, Günter Müller
- 1998: Heat transfer mit Barre Phillips, Martin Schütz
- 1998: >11>ways>to>proceed mit Richard Teitelbaum, Günter Müller, Carlos Zingaro

| Personendaten    | Personendaten       |
| ---------------- | ------------------- |
| NAME             | Burgener, Hans      |
| KURZBESCHREIBUNG | Schweizer Violinist |
| GEBURTSDATUM     | 1952                |
| GEBURTSORT       | Bern                |